# Arcidiocesi di Miami
L'arcidiocesi di Miami (in latino: Archidioecesis Miamiensis) è una sede metropolitana della Chiesa cattolica negli Stati Uniti d'America. Nel 2021 contava 824.230 battezzati su 4.905.350 abitanti. È retta dall'arcivescovo Thomas Gerard Wenski.

## Territorio

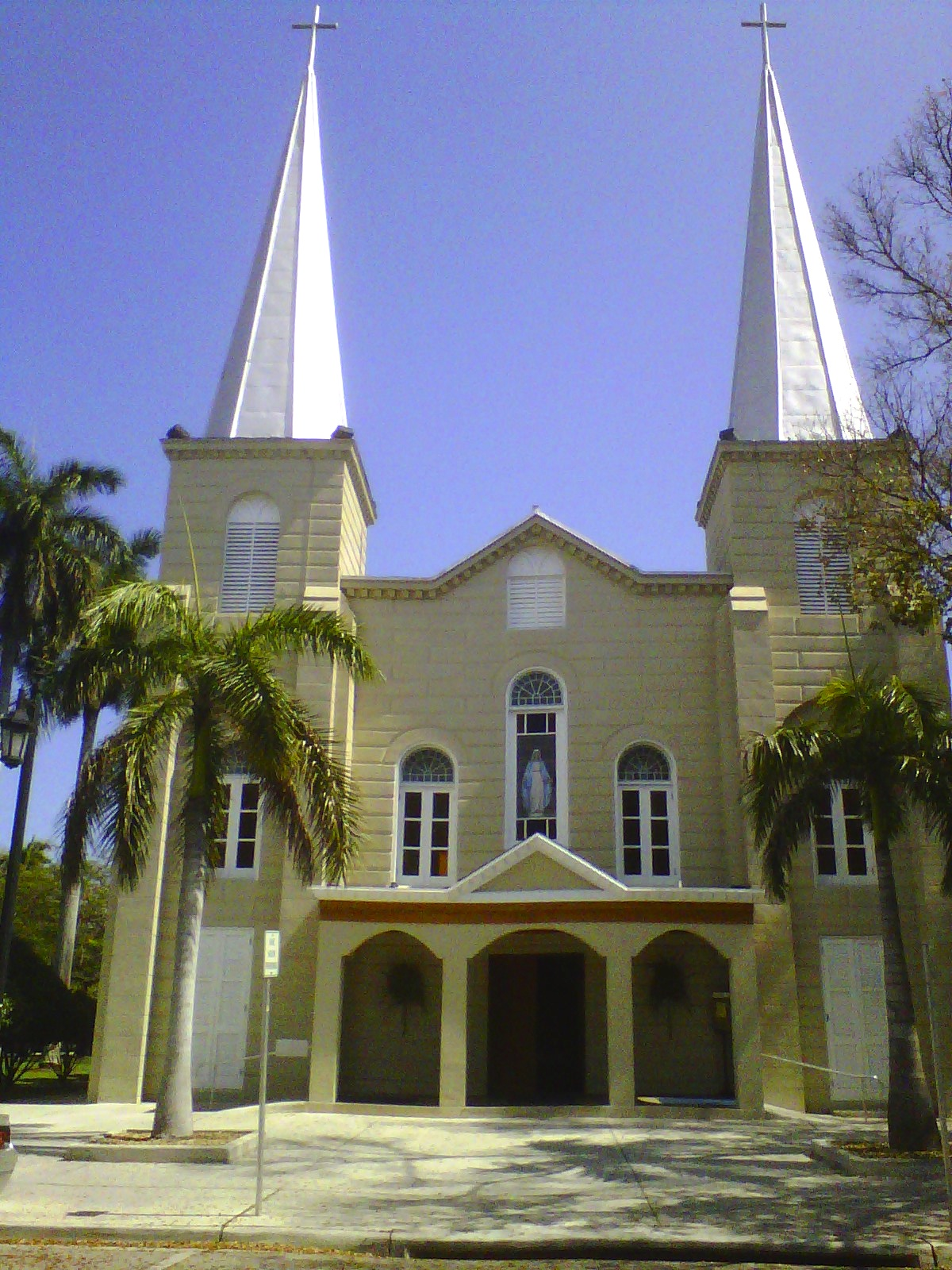
La basilica minore di Santa Maria Stella del Mare a Key West.

L'arcidiocesi comprende 3 contee nell'estrema parte meridionale della Florida, negli Stati Uniti d'America: Broward, Miami-Dade e Monroe.
Sede arcivescovile è la città di Miami, dove si trova la cattedrale di Santa Maria (Cathedral of Saint Mary). A Key West sorge la basilica minore di Santa Maria Stella del Mare (St. Mary Star of the Sea).
Il territorio si estende su 12.836 km² ed è suddiviso in 102 parrocchie.

### Istituti di istruzione, di carità e di cura
L'arcidiocesi gestisce direttamente o attraverso le parrocchie numerosi istituti di istruzione, di carità e di cura. Nel 2006 vi erano 63 scuole elementari, 3 scuole superiori, 2 scuole speciali per disabili che avevano un totale di circa 50.000 studenti. Due università cattoliche, la Saint Thomas University e la Barry University sono gestite direttamente dall'arcidiocesi e contano circa 11.000 studenti. L'impegno nel settore sanitario si concretizza con la presenza di 26 istituti di cura gestiti dall'arcidiocesi.
Appartengono all'arcidiocesi anche due seminari per la preparazione teologica dei sacerdoti: il St. John Vianney College Seminary, fondato a Westchester nel 1959 dal vescovo Coleman Francis Carroll, e il Vincent de Paul Regional Seminary, fondato dai lazzaristi nel 1963.

### Provincia ecclesiastica
La provincia ecclesiastica di Miami, istituita nel 1968, comprende tutte le diocesi della Florida e precisamente:
- diocesi di Orlando,
- diocesi di Palm Beach,
- diocesi di Pensacola-Tallahassee,
- diocesi di Saint Augustine,
- diocesi di Saint Petersburg,
- diocesi di Venice.

## Storia
La diocesi di Miami fu eretta il 25 maggio 1958 con la bolla Cum supremum di papa Pio XII, ricavandone il territorio dalla diocesi di Saint Augustine.
Originariamente suffraganea dell'arcidiocesi di Baltimora, il 10 febbraio 1962 entrò nella provincia ecclesiastica di Atlanta.
Nel 1963 il vescovo Carroll iniziò ad abolire la segregazione razziale dalle scuole cattoliche, anticipando un analogo provvedimento da parte della scuola pubblica, che sarà adottato solo nel 1970.
Il 2 marzo 1968 per effetto della bolla Cum Ecclesia di papa Paolo VI la diocesi ha ceduto porzioni del suo territorio a vantaggio dell'erezione delle diocesi di Orlando e di Saint Petersburg e contestualmente è stata elevata al rango di arcidiocesi metropolitana.
Il 16 giugno 1984 ha ceduto ulteriori porzioni del suo territorio a vantaggio dell'erezione delle diocesi di Palm Beach e di Venice.

## Cronotassi dei vescovi
Si omettono i periodi di sede vacante non superiori ai 2 anni o non storicamente accertati.
- Coleman Francis Carroll † (13 agosto 1958 - 26 luglio 1977 deceduto)
- Edward Anthony McCarthy † (26 luglio 1977 succeduto - 3 novembre 1994 ritirato)
- John Clement Favalora (3 novembre 1994 - 20 aprile 2010 dimesso)
- Thomas Gerard Wenski, dal 20 aprile 2010

## Statistiche
L'arcidiocesi nel 2021 su una popolazione di 4.905.350 persone contava 824.230 battezzati, corrispondenti al 16,8% del totale.
| anno | popolazione | popolazione | popolazione | presbiteri | presbiteri | presbiteri | presbiteri                | diaconi | religiosi | religiosi | parrocchie |
| anno | battezzati  | totale      | %           | numero     | secolari   | regolari   | battezzati per presbitero | diaconi | uomini    | donne     | parrocchie |
| ---- | ----------- | ----------- | ----------- | ---------- | ---------- | ---------- | ------------------------- | ------- | --------- | --------- | ---------- |
| 1966 | 426.000     | 2.316.000   | 18,4        | 315        | 168        | 147        | 1.352                     |         | 246       | 893       | 96         |
| 1970 | ?           | 2.229.030   | ?           | 441        | 297        | 144        | ?                         |         | 216       | 776       | 104        |
| 1976 | 744.000     | 3.160.000   | 23,5        | 494        | 299        | 195        | 1.506                     | 1       | 243       | 702       | 143        |
| 1980 | 830.700     | 3.406.900   | 24,4        | 500        | 307        | 193        | 1.661                     | 22      | 193       | 662       | 133        |
| 1990 | 621.069     | 3.129.138   | 19,8        | 444        | 303        | 141        | 1.398                     | 82      | 206       | 407       | 111        |
| 1999 | 787.672     | 3.597.277   | 21,9        | 379        | 264        | 115        | 2.078                     | 122     | 56        | 345       | 108        |
| 2000 | 800.695     | 3.737.047   | 21,4        | 432        | 317        | 115        | 1.853                     | 125     | 174       | 357       | 108        |
| 2001 | 816.207     | 3.791.043   | 21,5        | 382        | 273        | 109        | 2.136                     | 140     | 163       | 316       | 108        |
| 2002 | 830.366     | 3.955.969   | 21,0        | 343        | 230        | 113        | 2.420                     | 146     | 180       | 315       | 118        |
| 2003 | 844.685     | 3.955.969   | 21,4        | 350        | 236        | 114        | 2.413                     | 143     | 177       | 315       | 111        |
| 2004 | 856.783     | 4.036.799   | 21,2        | 361        | 238        | 123        | 2.373                     | 142     | 188       | 321       | 111        |
| 2009 | 860.000     | 4.299.000   | 20,0        | 397        | 314        | 83         | 2.166                     | 119     | 134       | 281       | 111        |
| 2013 | 742.608     | 4.408.811   | 16,8        | 332        | 256        | 76         | 2.236                     | 151     | 124       | 260       | 102        |
| 2016 | 775.000     | 4.609.245   | 16,8        | 297        | 265        | 32         | 2.609                     | 154     | 76        | 240       | 102        |
| 2019 | 815.900     | 4.855.720   | 16,8        | 269        | 239        | 30         | 3.033                     | 145     | 73        | 264       | 102        |
| 2021 | 824.230     | 4.905.350   | 16,8        | 271        | 233        | 38         | 3.041                     | 133     | 82        | 216       | 102        |